# Формотерол
Формотерол — селективный агонист β-адренорецепторов, бронхолитик, применяемый для лечения бронхиальной астмы и хронической обструктивной болезни легких в виде ингаляций.
Формотерол входит в список жизненно необходимых и важнейших лекарственных препаратов.

## Фармакологические свойства

### Фармакодинамика
Будучи селективным агонистом β2-адренорецепторов, формотерол вызывает расширение бронхов у пациентов с обратимой обструкцией. Действие препарата наступает в течение 1 −3 минут и длится до полусуток. Влияние на сердечно-сосудистую систему — минимальное и отмечается в редких случаях. Помимо этого формотерол препятствует высвобождению гистамина и лейкотриенов из тучных клеток, что обусловливает его противовоспалительные свойства.

### Фармакокинетика
Терапевтический диапазон доз формотерола составляет от 12 мкг до 24 мкг 2 раза в день.
После ингаляции препарат достаточно быстро всасывается со слизистых бронхов и попадает в плазму крови, максимальная концентрация в которой достигается через 5 минут после применения. Связывание с белками плазмы составляет 61—64 %, из которых на альбумин приходится 34 %. Насыщение мест связывания при терапевтических дозах не достигается.

## Применение
Бронхиальная астма (в дополнение к ингаляционным глюкокортикостероидам — лечение и профилактика нарушений бронхиальной проводимости, а также профилактика бронхоспазма, вызванного аллергенами, физической нагрузкой и холодным воздухом), хроническая обструктивная болезнь легких (профилактика и лечение нарушений бронхиальной проводимости при бронхиальной обструкции (обратимой и необратимой), хроническом бронхите, эмфиземе легких).
В настоящее время без сочетания с ингаляционными глюкокортикостероидами, формотерол и другие бета-2 агонисты длительного действия (ДДБА), экспертами FDA предложено исключить из протокола лечения астмы в связи с с серьезными нежелательными реакциями, в том числе повышенной смертности от астмы.

## Противопоказания
Формотерол противопоказан при лактации, детям до 6 — 18 лет (в зависимости от формы выпуска), повышенной чувствительности к компонентам препарата.

## Эффективность и безопасность
При лечении формотеролом ХОБЛ в 2 раза увеличивается риск смерти в случае респираторных инфекций.

## Побочные эффекты
Самые частые побочные эффекты характерны в целом для класса бета-2 адреномиметиков — тремор и ощущение сердцебиения, чаще всего легкие и исчезающие в течение нескольких дней лечения.
Другие частые побочные эффекты — головная боль (проходит за 1-2 недели лечения) и кашель.

## Использование в комбинированных лекарственных препаратах
Формотерол имеется в комбинациях с будесонидом или беклометазоном, и гликопиррония бромидом (в том числе в тройных комбинациях), а также с аклидиния бромидом.